# Pfarrkirche Mauthen

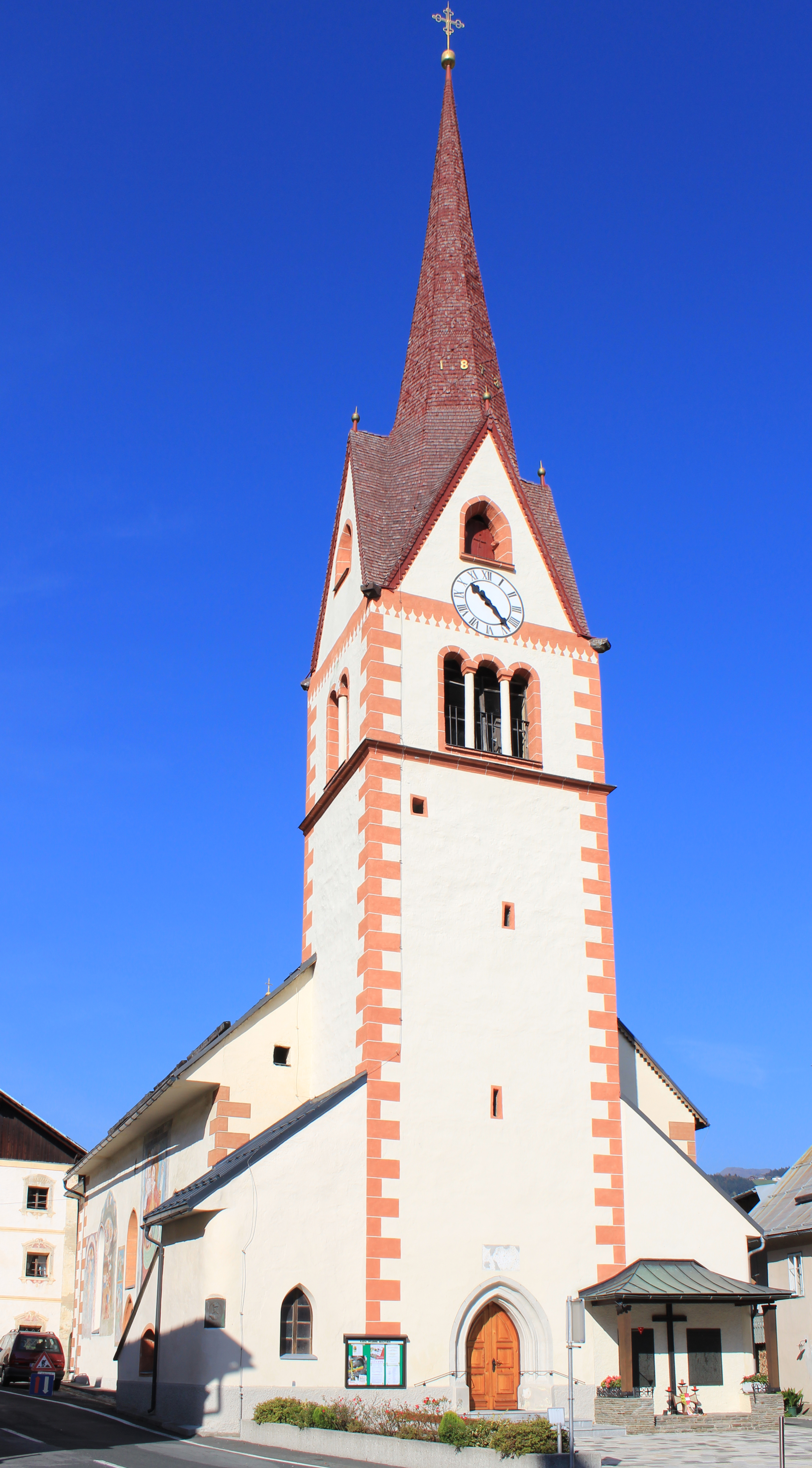

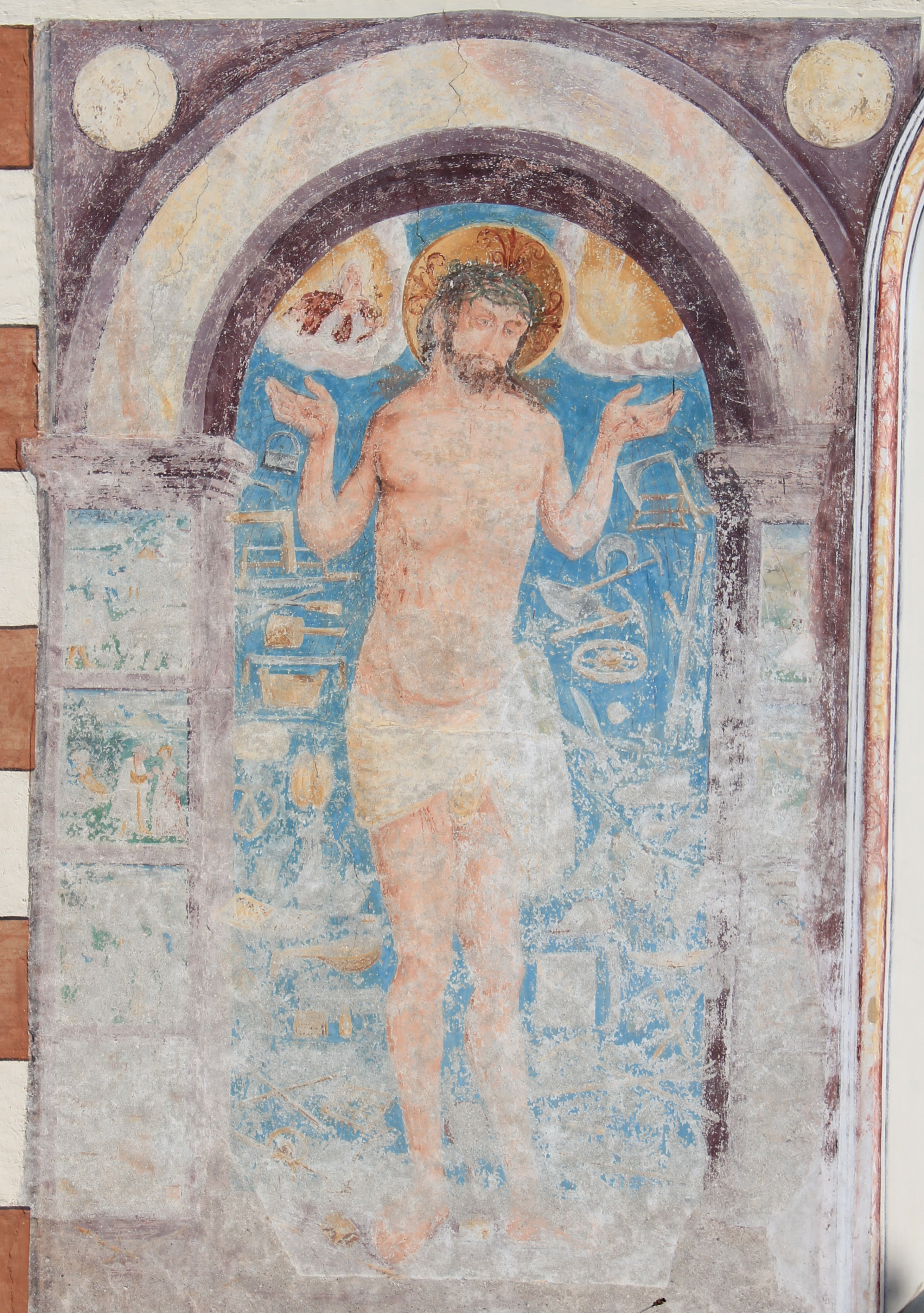
Feiertagschristus

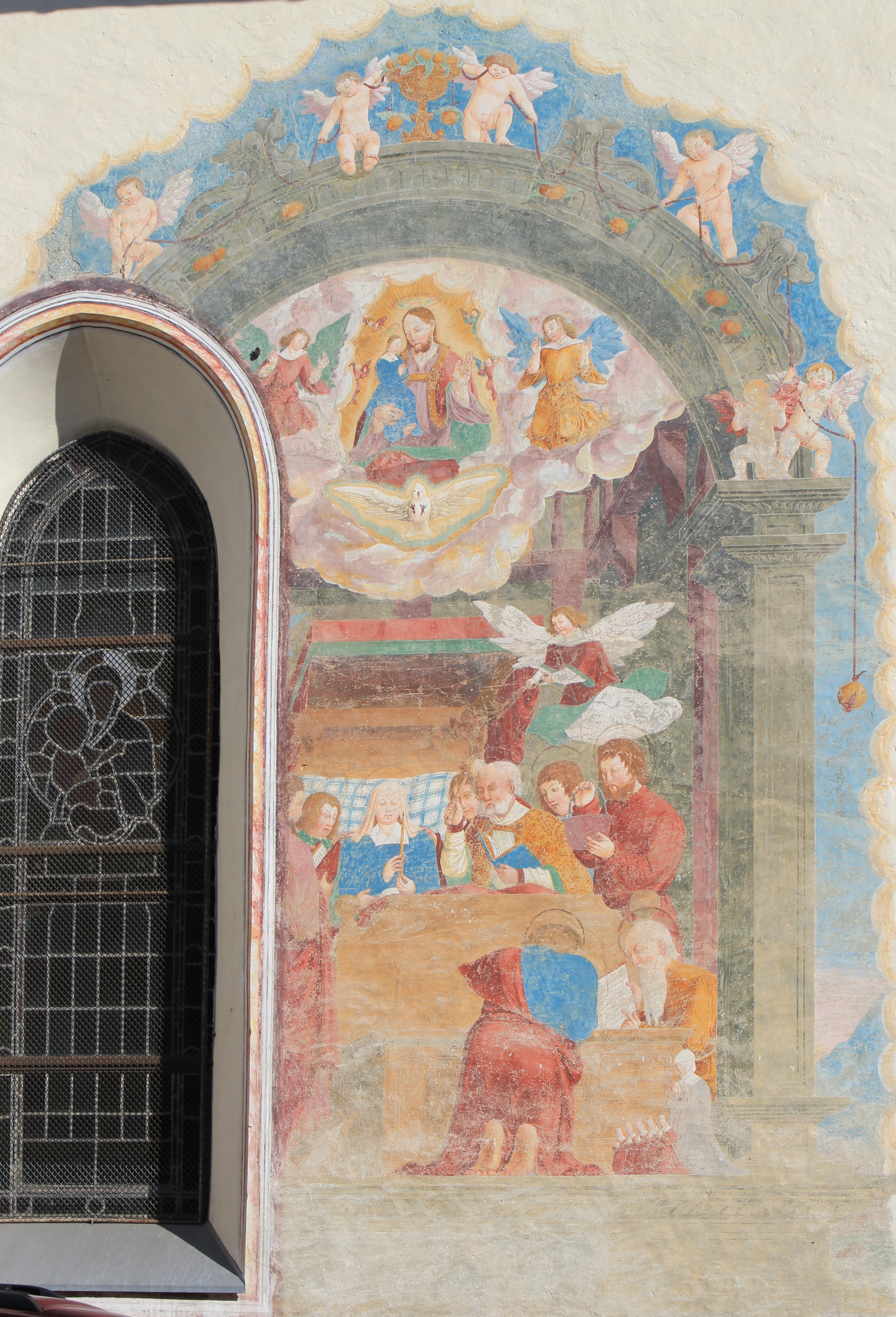
Marientod

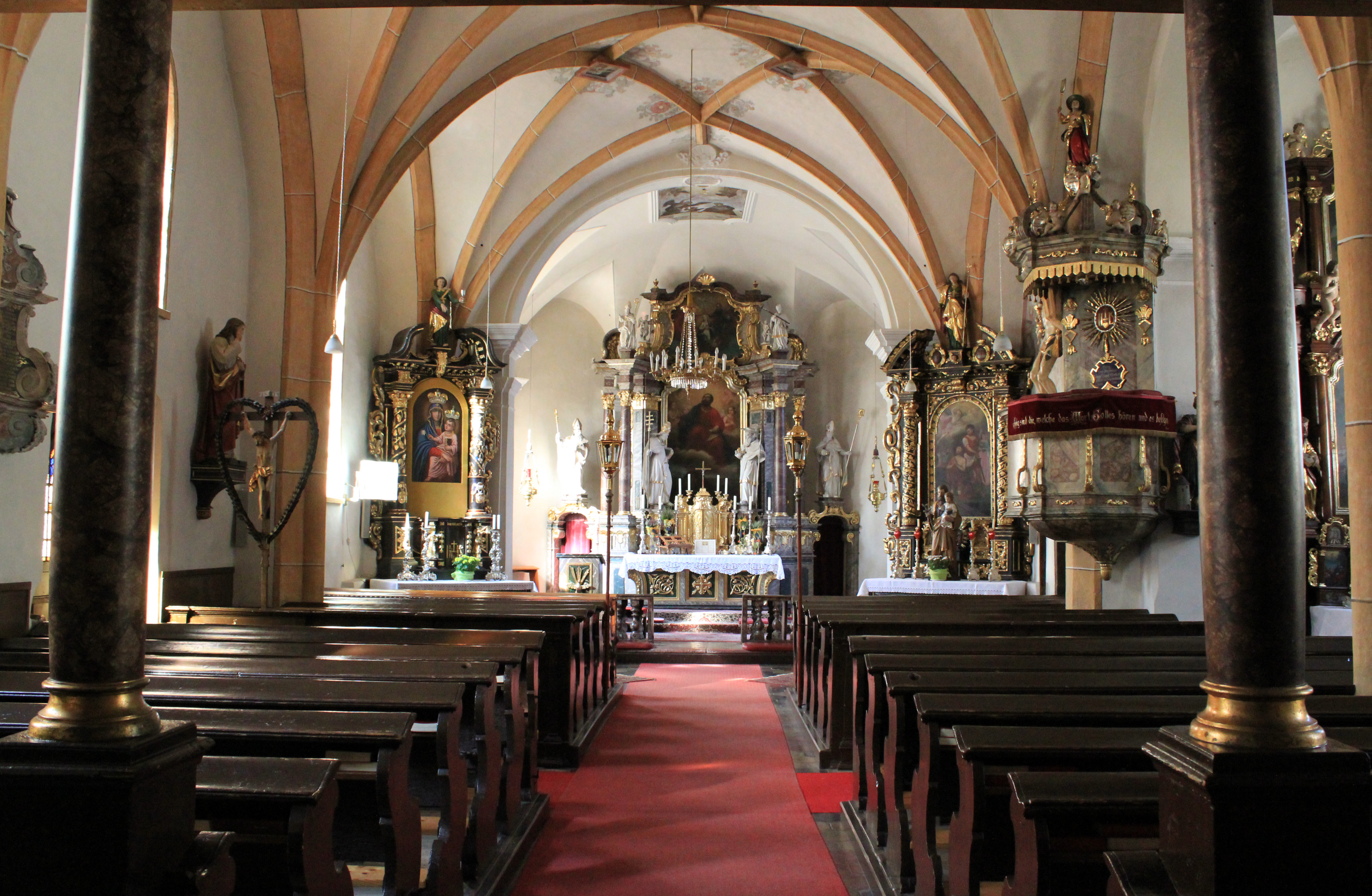
Innenansicht

Die römisch-katholische Pfarrkirche Mauthen in der Gemeinde Kötschach-Mauthen in Kärnten steht unter dem Patrozinium des heiligen Markus. 1466 findet die Kirche ihre erste urkundliche Erwähnung. Nach Beschädigungen an der Kirche bei einem Türkeneinfall 1478 wurde sie  1485 von Bischof Pietro von  Caorle neu geweiht. Zur Pfarre Mauthen gehört die Filialkirche Maria Schnee.

## Baubeschreibung
Die nach 1234 errichtete, ursprünglich geostete Chorturmkirche wurde vermutlich in der Spätgotik in ihrer Ausrichtung nach Westen orientiert. Dem im Kern romanischen Langhaus wurde im Barock ein nördliches Seitenschiff und die Sakristei mit Oratorium im Obergeschoß angebaut. 1742 wurde der einjochige Chor mit Dreiachtelschluss im Westen errichtet. Der Turm, heute der Eingang, ist mit Mauerschlitzen, zwei- und dreiteiligen romanischen Schallfenstern sowie kleinen gotische Spitzbogenfenstern und einem Spitzgiebelhelm aus dem 19. Jahrhundert versehen. Die vier Glocken wurden 1949 in Innsbruck gegossen. An beiden Seiten des Turmes befinden sich niedrige Anbauten. Am Turm und an der Südseite besitzt die Kirche profilierte Spitzbogenportale.
Die Fresken aus dem ersten Drittel des 16. Jahrhunderts an der Südwand wurden 1932 freigelegt. In einer gemalten Renaissancearkade ist ein Feiertagschristus dargestellt, in einer weiteren Arkade der Marientod mit der Stifterin mit Kindern, darüber Christus, der die Seele Mariens in Empfang nimmt, zu sehen.
Daneben sind in einem gerahmten Rechteck Anna selbdritt, darunter der Erzengel Michael von 1514 abgebildet. Das Christophorusfresko östlich des Südportals ist mit FSP bezeichnet. An der Südwand des Turmes sind Freskenreste von 1340, die den Auferstandenen, Heilige und Engel darstellen.
Während der Maler des Feiertagschristus und des Marientodes bereits den Einfluss der italienischen Renaissance zeigt, steht der der Anna selbdritt, des Michael und des Christophorus noch in der Tradition der Gotik.
Das Turmerdgeschoß mit quadratischem Tonnengewölbe wird vom Langhaus durch den ehemaligen Triumphbogen getrennt.
Im Langhaus ruht das Netzrippengewölbe mit Scheitelrippe auf kräftigen, abgefasten Wandpfeilern mit jeweils einem Runddienst.  Auf den sechs rautenförmigen Schlusssteinen sind die Heiligen Katharina, Margareta, Notburga, Johannes der Täufer, Daniel sowie ein weiterer Heiliger abgebildet. Das Gewölbe ist mit Blüten und Rankenwerk verziert. An der Südwand des östlichen Mittelschiffjochs ist eine Schutzmantelmadonna von 1631 zu sehen. Die klassizistische Orgelempore besitzt einen geraden Mittelteil und konkave Seitenteile, die Brüstung ist mit Halbsäulen ausgestattet.
Die beiden östlichen Langhausjoche öffnen sich nach Norden zum barocken Seitenschiff. Das zweijochige, kreuzgratgewölbte Seitenschiff ist etwas niedriger als das Mittelschiff und weist eine Pilastergliederung auf. Der eingezogene, rundbogige Triumphbogen mit Pilastergliederung ist im Scheitel mit 1742 datiert. Das flache Stichkappengewölbe im Chor ruht auf Pilastern mit doppeltem Gebälk. Ein Gemälde im Chorgewölbe in barockem Stuckrahmenfeld stellt die Mannalese dar. An beiden Chorwänden befindet sich jeweils ein Doppelspitzbogenfenster in einem übergreifenden Rundbogen.

## Einrichtung
Der Hochtaltar aus dem Rokoko mit Opfergangsportalen stammt aus der Mitte des 18. Jahrhunderts. Das Mittelbild mit einer Darstellung des Evangelisten Markus malte 1835 der Venezianer Corsoe. Das Oberbild zeigt die Marienkrönung. Die vier weiß-gold gefassten Statuen stellen die lateinischen Kirchenväter dar: innen Gregor der Große mit Tiara und Hieronymus mit Kardinalshut, außen über den Opfergangsportalen die Bischöfe Augustinus und Ambrosius. Oben stehen die Statuen des heiligen Johannes Nepomuk und eines heiligen Bischofs sowie der Erzengeln Michael und Raphael.
Die beiden Seitenaltäre mit reichem Knorpelwerkdekor stammen aus der Mitte des 17. Jahrhunderts. Die Altäre bestehen aus einer Ädikula auf kleinem Sockel und geschweiftem, Sprenggiebel als Aufsatz. Die Sockel, das Gebälk und die seitlichen Ohren sind mit Knorpelwerk, die Säulenschäfte mit Weinranken verziert. Auf beiden Altären stehen vier Rokokoleuchter.
Das Altarblatt des linken Altars zeigt die Verkündigung an Maria, im Aufsatz steht die Figur des Evangelisten Johannes. Im Antependium ist die heilige Kommunion dargestellt.
Das Mittelbild des rechten Altars stellt die Enthauptung Johannes des Täufers dar. Im Aufsatz steht die Figur der heiligen Margareta. Das Antependium gibt die Heilige Sippe wieder.
Am Altar im Seitenschiff um 1720/1730: das Mittelbild stellt den Tod des heiligen Franz Xaver dar, das Oberbild zeigt Anna selbdritt, das Antependium drei Szenen der Katharinenlegende. In den Seitennischen stehen die Statuen der Apostel Judas Thaddäus und Philippus. In der Predellazone sind Tafelbildchen mit dem Paulussturz und der Befreiung Petrus aus dem Kerker angebracht. Beiderseits des Altares stehen die um 1760 entstandenen Konsolfiguren der Heiligen Barbara und Katharina.
An der Chornordwand ist eine frühbarocke Kreuzigungsgruppe mit zwei Putti mit Kelchen angebracht. Dahinter sind Reste eines Kreuzigungsfresko von 1500 zu erkennen. Gut erhalten ist die Rahmung mit Darstellungen von Christus in der Mandorla sowie Aposteln.
Die Kanzel entstand um 1720. Die am Schalldeckel sitzenden fünf Engel zeigen Schriftkartuschen mit den zehn Geboten, am Schalldeckel die Statue des Guten Hirten.
An der Ostwand des Seitenschiffs steht eine Muttergottes in einer spätbarocken Nischenvitrine.
Der spätgotische Taufstein trägt eine Statuette des Täufers.
In der Kirche befinden sich die Wappengrabplatten von Khrall (1615), Benedikt Fromiller († 1609) und Barbara Freiin von Staudach (um 1700).